# Белощёкий ампелион
Белощёкий ампелион (лат. Zaratornis stresemanni) — вид птиц из семейства котинговых. Входит в монотипический род Zaratornis. Эндемик Перу. Видовое  название дано в честь немецкого орнитолога Эрвина Штреземана (1889—1972).
Обитают эти птицы в Андах на территории Перу, на высоте 3250—4250 м над уровнем моря, в редколесьях, поросших преимущественно растениями из родов Polylepis и Gynoxys.

## Описание
Белощёкий ампелион достигает длины 18—21 см и массы от 46 до 57 г. Верх головы чёрный, лицо белое с серыми «наушниками», верхняя часть тела тёмно-коричневая с коричневатыми полосами.

## Биология
Питаются в основном ягодами омел из родов Tristerix и Ligaria.
МСОП присвоил виду охранный статус NT.